# Holocen
| Kvartär de senaste 2,58 miljoner åren | Kvartär de senaste 2,58 miljoner åren | Kvartär de senaste 2,58 miljoner åren | Kvartär de senaste 2,58 miljoner åren |
| Period (System)                       | Epok (Serie)                          | Ålder (Etage)                         | Miljoner år sedan                     |
| ------------------------------------- | ------------------------------------- | ------------------------------------- | ------------------------------------- |
| Kvartär                               | Holocen                               | Meghalaya                             | 0,004–0,000                           |
| Kvartär                               | Holocen                               | Northgrip                             | 0,008–0,004                           |
| Kvartär                               | Holocen                               | Greenland                             | 0,012–0,008                           |
| Kvartär                               | Pleistocen                            | Övre                                  | 0,129–0,012                           |
| Kvartär                               | Pleistocen                            | Chiba                                 | 0,774–0,129                           |
| Kvartär                               | Pleistocen                            | Calabria                              | 1,80–0,774                            |
| Kvartär                               | Pleistocen                            | Gela                                  | 2,58–1,80                             |
| Neogen                                | Pliocen                               | Piacenza                              | tidigare                              |

Holocen är den nu pågående geologiska epoken vilken inleddes för cirka 11 700 år sedan. Holocen är den andra och yngsta geologiska epoken inom perioden kvartär. Flandern är ett alternativt namn för den pågående värmetiden (interglacialen), som sammanfaller i tid med holocen. 

## Geologisk epok

Temperaturvariationer under Holocen.

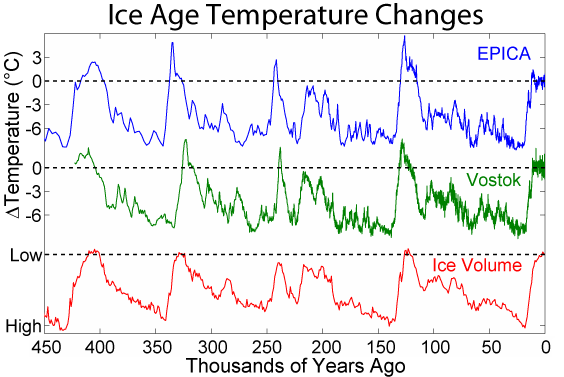
Temperaturförändring observerade i Antarktis under istider.

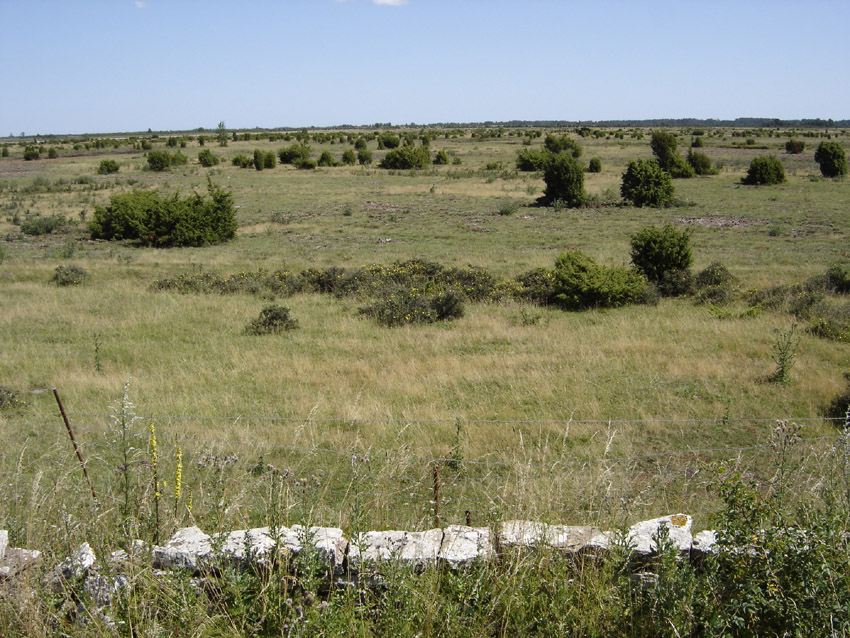
Stora alvaret på Öland kan ge en föreställning om den tidiga preboreala tidens öppna landskap (jämförelsen kan dock inte dras för långt)

Holocen är den pågående geologiska epoken som inleddes för cirka 11 700 år sedan. Enligt Global boundary Stratotype Section and Point (GSSP) började holocen cirka 9700 f.Kr.
Holocen är interglacial och har ett förhållandevis stabilt klimat med ett klimatoptimum för cirka 8 000–5 000 år sedan. I Skandinavien skedde en övergång till ett variationsrikare och fuktigare klimat för cirka 5000 år sedan med bland annat nybildning av glaciärer i fjällkedjan och ökad försumpning och torvbildning. En återgång till ett något varmare klimat skedde under det medeltida klimatoptimet cirka 800–1300 e.Kr., följt av den så kallade Lilla istiden mellan 1300 och 1850.
Epokens start definieras genom prov från isborrkärnan ur ett hål borrat av North Greenland Ice Core Project (Koordinater, 75.10° N, 42.32° W), som är arkiverad i Köpenhamn. Holocens början hittades på 1492,45 m djup.
Inom en extremt kort tidsperiod på bara 1–3 år förändrades δ18O-värdet i borrkärnan från typiskt glaciala värden till interglaciala värden vilket indikerar den snabba temperaturökningen som skedde från slutet av den yngre dryastiden till holocens preboreal.
Genom att samköra dendrokronologiska beräkningar kring Hohenheimer Baumringchronologie och lervarvberäkningar i Meerfelder Maar i Eifel, Tyskland med ovan nämnda NGRIP 2 iskärnsanalyser (GICC05-kronologi) har man fått en överensstämmelse kring årtalet 11590 B.P. (före 1950) = 9640 f. Kr. I absoluta tal lades början av holocen till 11700 B.P. med en osäkerhetsfaktor på 99 år med vissa regionala variationer.

## Preboreal tid

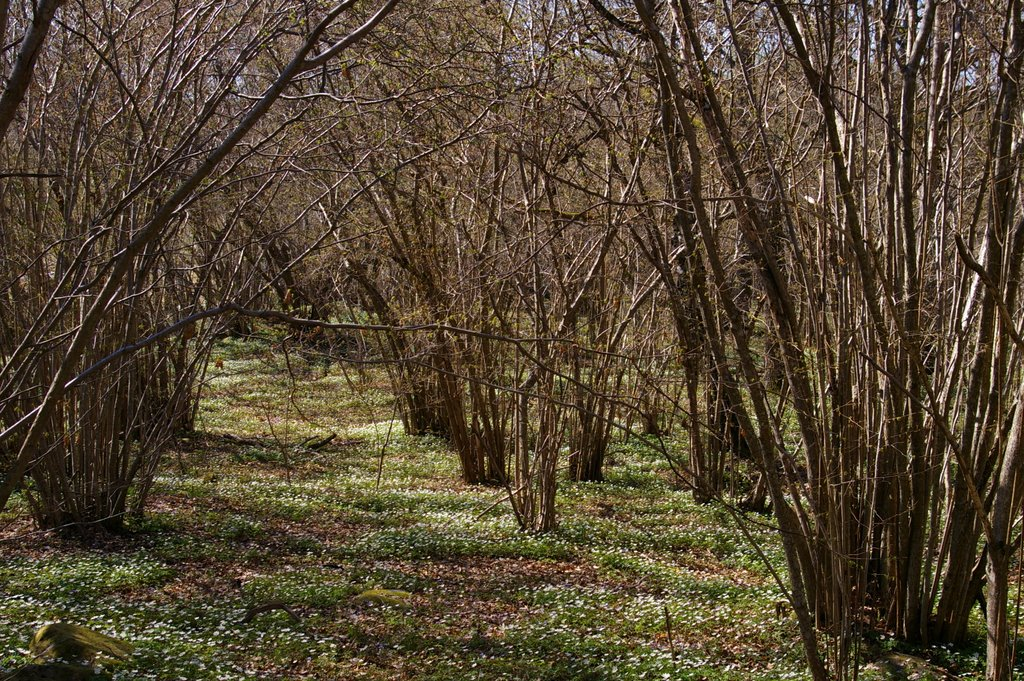
Hasselskogen – en vanlig miljö under boreal tid

Preboreal tid kallas perioden som inföll cirka 9700–8500 f.Kr., närmast efter den senaste istiden och efter perioden Yngre dryas. Klimatet blev snabbt mildare efter den föregående periodens låga medeltemperaturer. Av detta följde att världshavens yta höjdes, inlandsisarna krympte samtidigt som den isostatiska landhöjningen tilltog i stora delar av Skandinavien. Östersjön genomgick den fas som kallas Yoldiahavet.
Klimatförbättringen under perioden gjorde att det tundraliknande landskapet från Yngre dryas i norra Europa förändrades, till att börja med till ett ljust stäpplandskap med gräs, örter, kråkris och enbuskar. Dungar av björk, vide, sälg och asp förekom. Några århundraden senare spred sig björken kraftigt och efter ytterligare några århundraden invandrade även tall i de ljusa björkskogarna. Mot slutet av perioden märks även hasseln i pollendiagrammen, framförallt i de sydvästra delarna. På goda jordar bildade den rena hasselskogar. Till den preboreala tidens ljusa landskap invandrade bison och vildhäst, men dessa försvann mot slutet av perioden. Även uroxe och vildsvin invandrade. Från Yngre dryas fanns älg, björn och bäver kvar vilka ökade i antal, medan renpopulationen minskade.

## Boreal tid
Boreal tid kallas den period av varmt och torrt klimat som inföll cirka 8500−6800 f.Kr., närmast efter den preboreala tiden. Det var inledningen av den cirka sextusen år långa postglaciala värmetiden. Mot slutet av den boreala tiden, och en stor del av nästföljande period, den atlantiska tiden, låg medeltemperaturen i Skandinavien två grader högre än idag 
Smältningen av inlandsisen i Nordamerika ledde till att havsytan snabbt steg med cirka 120 meter (jämfört med nivån under istiden). Hudson Bay blev till ett bihav 6000–5500 f.Kr. Om arktisisen smälte under den här tidsperioden är omtvistat. Kring 5000 f.Kr. skiljdes Danmark och de brittiska öarna från fastlandet. Nya kustlinjer bildades längs Nordsjökusten (flandriska transgressionen, Dünkirchentransgressionen). En lång serie av stormfloder ledde till att Östersjön blev ett bihav till Atlanten. På samma sätt överflödades Svarta havet kring 6700 f.Kr. Genom det ständigt varmare klimatet försvann i Mellaneuropa och i Nordamerika istidens tundravegetation och skogen bredde ut sig. Först björk och gran, senare ek, alm och al.

## Atlantisk tid
Atlantisk tid kallas en period av varmt och fuktigt klimat som inföll cirka 6800–3800 f.Kr., närmast efter den boreala tiden. Perioden utgör huvuddelen av den cirka sextusen år långa postglaciala värmetiden, och ett klimatoptimum inträffade ungefär vid mitten av den atlantiska tiden. Medeltemperaturen i dagens Skandinavien låg då 2-3 grader över dagens nivå. Dock inträffade cirka 6200 f.Kr. en plötslig temperatursänkning som varade ett par århundraden, innan klimatet återigen blev varmare. Denna händelse kallas i engelskspråkig litteratur "the 8.2 kiloyear event". 
Under den atlantiska tiden bredde sig ädellövskogen ut i norra Europa, även kallad ekblandskog. Alm, ek, lind och ask konkurrerade ut de tidigare tall-hasselskogarna i södra Sverige, och de ädla trädslagen spreds ända upp till Dalarna och Gästrikland. Längre norrut vann tall, hassel och al terräng på björkens bekostnad, här förekom även gran. Ädellövskogen var ljus och örtrik om våren, men under den tiden träden var lövade så var skogen mörk och marken nästan vegetationslös. Ljusare gläntor fanns vid sjöar, våtmarker och i bergsterräng, och möjligen där betande djur förekom rikligt. Att klimatet var fuktigt visar också den rikliga förekomsten av järnek och murgröna i pollendiagrammen. Andra växter som vanligtvis hittas i varmare klimat (i Sydeuropa) förekom också: mistel, idegran, olvon och till och med vindruva.
I takt med världshavens nivåhöjning ökade inträngningen, och bidrog att Nordsjön och Engelska Kanalen från att ha varit torrlagda, nu hade översvämmats och fördjupats. Detta ändrade strömningsförhållandena runt Danmark.

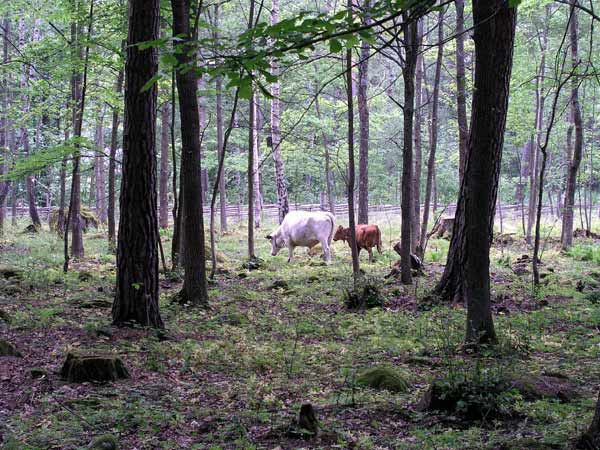
Betande kreatur öppnar upp landskapet

## Subboreal tid
Subboreal tid kallas klimatperioden som inföll för cirka 3800–600 f.Kr. Perioden utgör slutet av den cirka sextusen år långa postglaciala värmetiden. Vid början av subboreal tid skedde en viss temperatursänkning jämfört med den tidigare atlantiska tiden, men periodens medeltemperatur låg ändå 1–2 grader över dagens nivå i Skandinavien.

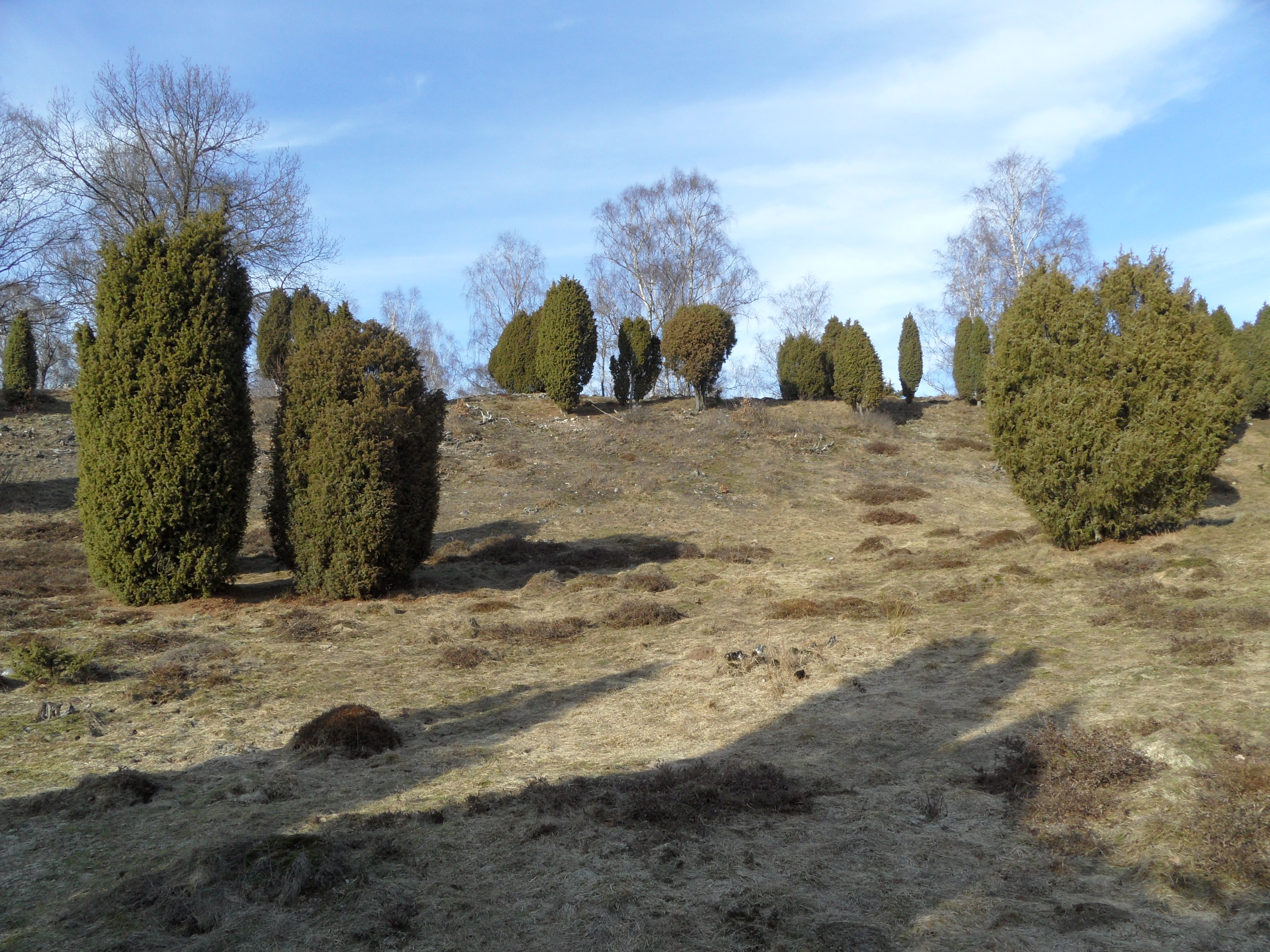
Helt öppnad betesmark

Skillnaden mellan Atlantikum och nutiden är att det var tydligt fuktigare klimat i ökenområden. Det finns tecken på helårsfloder i Sahara och andra öknar, Tchadsjön hade en yta lika stor som Kaspiska havet. Stenteckningar från Sahara visar att där fanns flera djurarter som giraffer, elefanter, noshörning och flodhästar. Bosättning och djurskötsel var möjlig. Även i Tharområdet i Pakistan fanns ett liknande fuktigt klimat där den indiska sommarmonsunen var betydligt starkare än i dag.
Under tiden mellan 4100 och 2500 f.Kr. minskade savannvegetationen abrupt. 3200–3000 f.Kr. blev klimatet i ökenområden betydligt torrare, Saharas floder torkade ut. Befolkningen i dessa områden tvingades att flytta till flodområden från Nilen, Niger, Huang-Ho och Indus samt i Mesopotamien vid Eufrat och Tigris. Här bildades de första statliga organisationerna och de första högkulturerna.
Kring 3000 f.Kr. började en global torrperiod, som räckte i flera århundraden. Egyptens gamla rikets saga var till ända, den första mellantiden började, när översvämningarna uteblev. De av torrtiden drabbade amoriterna anföll och erövrade det akkadiska riket i Mesopotamien. I Indiska oceanen försvagades monsunen upp till 70 %, vilket ledde till att Indusdalens Harappakultur upphörde.
Från cirka 1200 f.Kr. började bronsålderns klimatpessimum. Genomsnittstemperaturen var lite kallare än nu, vilket betyder att denna period var den kallaste sedan Weichselistidens slut. Pessimum varade till 500-talet f.Kr. och övergick i romartidens klimatoptimum. Årsmedeltemperaturen var lite högre än nu.

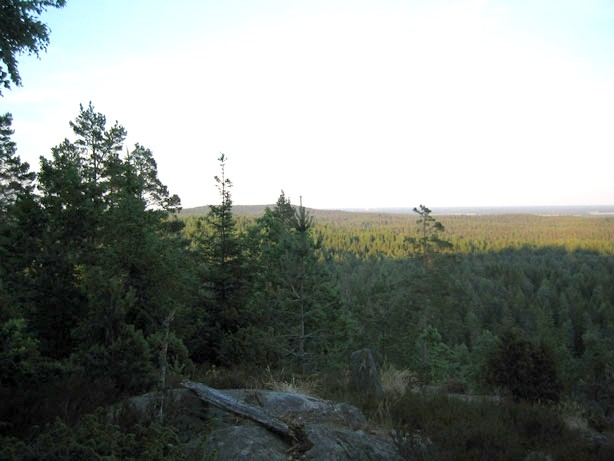
Granskogen breder ut sig

## Subatlantisk tid
Subatlantisk tid var den postglaciala kyligare klimatperiod som i Skandinavien inföll cirka 600 f.Kr. och som pågår än idag. Gränsen mellan subboreal och subatlantisk tid i Skandinavien kan sättas då boken börjar få en kraftig stigning i pollendiagrammen samtidigt som linden minskar. Detta sammanföll med att klimatet blev kyligare omkring 500 f.Kr. Boken, som under den föregående subboreala tiden etablerat sig i södra Sverige, utgjorde då de sammanhängande skogarna i de sydligaste landskapen som delvis existerar än idag. I dessa skogar ingick också ek och avenbok. I början av perioden spreds också granen norrifrån ned över Sverige. Vid vår tideräknings början växte granskog ned till Östergötland/Västergötland, men fortsatte sin spridning fram till medeltiden då den nådde ned till norra Skåne och till och med trängde undan bokskogar. De sista resterna av den tidigare ädellövskogen försvann, men vissa lövträd gynnades av det öppnare landskapet vid odlingsbygder. Lövträd föredrogs också av jordbrukare, i motsats till barrskog, vilka använde löv som kreatursfoder. Utan människans inverkan skulle sannolikt lövträd vara sällsynta i dagens svenska landskap, utom i fjälltrakterna (fjällbjörk) och i de sydligaste landskapen.[källa behövs]
En 2000-års (så kallad trädanalys) klimatkonstruktion för Nordeuropa som forskare från Gutenberguniversitetet i Mainz har gjort räcker tillbaka till året 138 f. Kr. Forskarna säger att de har hittat att klimatet har en långtids ”kylningstrend” på 0,3 °C per årtusende. För studien användes trädanalyser från en sjö i finska Lappland.
Romartidens klimatoptimum började på 300-talet f.Kr. Årsmedeltemperaturen var något högre än idag. Under den här tidsperioden lyckades den kartagiska fältherren Hannibal korsa Alperna med sin här och ett stort antal elefanter 217 f.Kr. När romarna erövrade de brittiska öarna, började de med vinodling. En förnyad klimatförsämring, medeltidens klimatpessimum ledde till att romerska rikets glansdagar var förbi i mitten av 300-talet.

### Fimbulvintern
Fimbulvintern var i nordisk mytologi ett tecken på att Ragnarök obevekligen var i antågande. Termen fimbulvintern lanserades också av Rutger Sernander som ett namn för att beskriva det kalla klimatet i Norden under järnåldern. Bo Gräslund argumenterat för att fimbulvintern speglar folkliga minnen av svåra förhållanden under en rad somrar med dåligt väder som följde efter ett förmodat vulkanutbrott år 536 e.Kr. Detta indikeras av en rad historiska och naturvetenskapliga källor.

### Medeltida värmeperioden
Medeltidens klimatoptimum också kallad den medeltida värmeperioden, var en period under medeltiden, mellan ungefär år 700 och 1300 e.Kr då medeltemperaturen, åtminstone i Europa, på Grönland, i Japan,
i Sibirien i Kina  och på Nya Zeeland  var lika höga eller högre än nuvarande medeltemperatur. Framförallt på 900-talet var det på dessa platser minst 1 grad Celsius varmare än idag. I England odlades återigen vin.
Den kändaste undersökningen över medeltiden värmeperiod gjordes av Tiljander et al, en sedimentborrning i sjön Korttajärvi. Undersökningen visade att medeltidens värmeperiod mellan 980 och 1250 var mer än 2 °C varmare än nu.
Kring året 980 steg temperaturen mycket snabbt med mer än 1 °C på Island. Temperaturerna varierade under 2000 år med ca 2 °C, undersökningen visar att den romerska värmeperioden och medeltidens värmeperiod var ca 1 °C varmare än nu. Kallare temperaturer registrerades under folkvandringstiden samt i lilla istiden  
I Japan har man undersökt syreisotop-proportioner och konstaterat att det under medeltidens värmeperiod var varmare på sommaren och kallare på vintern än nu.
Vi har visat att klimathändelserna i Nordeuropa har påverkat klimatet i Antarktis säger Zunli Lu et al,
Många studier har visat att temperaturen varierade i olika regioner och att skillnaden i global temperatur var mycket liten (och något kallare) jämförd med idag. Andra studier har istället visat att den medeltida värmeperioden hade temperaturen som motsvarade dagens. Kunskapen om den medeltida värmeperiod på södra halvklotet är fortfarande mycket bristfällig. Flera sentida studier antyder dock att en medeltida värmeperiod även förekom där.

### Nutida klimatpessimum

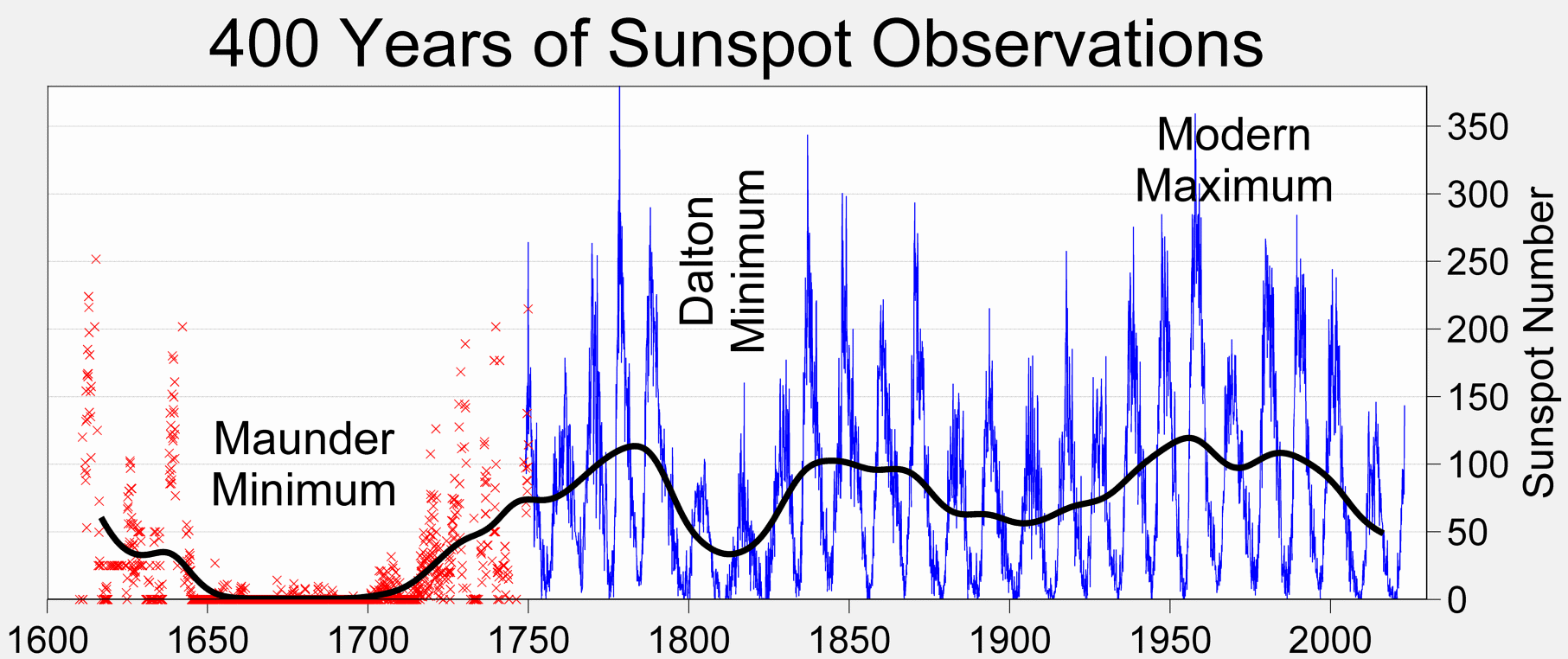
400 year sunspot history

Den medeltida värmeperioden följdes av lilla istiden, cirka 1350–1860, som var den kallaste klimatperioden sedan senaste istidens slut. Den Lilla istiden var en period med betydande nedkylning under perioden 1300–1900. Tre särskilt kalla perioder kan urskiljas: mitten av 1300-talet, cirka 1570–1710 och cirka 1790–1880. 
Fredrik Charpentier Ljungqvist har visat att 900-talet var det varmaste århundrade på norra klotet, 1900-talet det näst varmaste och 1600-talet det kallaste på 1200 år baserat framförallt på trädringsanalyser ända fram till nutid. (1)
Det finns studier som indikerar att den lilla istiden orsakades av ett utbrott av en hittills okänd tropisk Vulkan som hade sitt utbrott 1258. 
Vulkanutbrottet styrks genom data från iskärnsborrningar från Grönland och Antarktis.[källa behövs] Svavelmängden ska ha varit åtta gånger större än vid vulkanen Krakataus utbrott 1883, och större än vulkanen Tamboras utbrott 1815. Den senare orsakade vad som kommit att kallas för Året utan sommar eller Artonhundra frös ihjäl, på grund av den extremt kalla sommaren 1816 på norra halvklotet. Den plötsliga och oväntade klimatförändringen orsakades av ett utbrott från vulkanen Tambora i dåvarande Nederländska Indien (nuvarande Indonesien), vilket pågick mellan den 5 och 15 april 1815. De väldiga mängderna från utbrottet gjorde att solljuset hindrades från att nå jordytan. 
Tyska klimatforskaren S. Rahmstorf (2) från ovannämnda PIK tror sig kunna bevisa genom en klimatsimulation att solens strålningsaktivitet -solfläckar- globalt sett bara har en liten effekt på klimatet och således inte ha kunnat förorsaka lilla istidens kalla period på 1500–1600-talet. Edvard Walter Maunder har visat att detta kan ha ett samband med förekomsten av solfläckar.
Vissa solforskare å sin sida anser att den minskade solaktiviteten är en av flera orsaker till den Lilla istiden. Praktiska experiment har gjorts av H. Svensmark Henrik Svensmark  som undersöker kosmisk strålnings effekter och påverkan på bildandet av moln och av forskare vid CERN i Schweiz (8). Experimenten påvisar en nedkylande effekt på en konstgjord labor-atmosfär.

### Nutidens klimatoptimum
Mot slutet av 1800-talet börjar nutidens klimatoptimum. Glaciärisarna i Nordamerika och Europa smälter igen. Trädgränsen förskjuts åter uppåt. På samma sätt som under alla varmperioder sedan Weichsel-istidens slut. I slutet av 1900-talet lyckades man åter med vinodlingen i England.
I modern tid har man observerat minskning av olika former av is i Arktis. Detta inkluderar havsisen på Norra ishavet och inlandsisen på Grönland. Forskare från De Nationale Geologiske Undersøgelser for Danmark og Grønland uppger att 2010 skedde den största avsmältningen av inlandsis på Grönland på 30 år.
Den allra sista delen av holocen från 1700-talet har föreslagits bilda en egen epok, antropocen. 

## Tidslinje för Skandinavien
| Kvartär Klimatskeden i Norra Europa | Kvartär Klimatskeden i Norra Europa   | Kvartär Klimatskeden i Norra Europa |
| Glacial / Interglacial              | Stadial / Kron Syreisotopstadium, MIS | Tusental år sedan                   |
| ----------------------------------- | ------------------------------------- | ----------------------------------- |
| Flandern (Holocen) värmetid MIS 1   | Subatlantisk tid                      | 2,6–0,0                             |
| Flandern (Holocen) värmetid MIS 1   | Subboreal tid                         | 5,8–2,6                             |
| Flandern (Holocen) värmetid MIS 1   | Atlantisk tid                         | 9,0–5,8                             |
| Flandern (Holocen) värmetid MIS 1   | Boreal tid                            | 9,9–9,0                             |
| Flandern (Holocen) värmetid MIS 1   | Preboreal tid                         | 11,7–9,9                            |
| Weichsel istid                      | Yngre dryas                           | 13–11,7                             |
| Weichsel istid                      | Alleröd                               | 14–13                               |
| Weichsel istid                      | Äldre dryas                           | 14                                  |
| Weichsel istid                      | Bölling                               | 15–14                               |
| Weichsel istid                      | Äldsta dryas                          | 16–15                               |
| Weichsel istid                      | Weichsels huvudfas MIS 2              | 24–16                               |
| Weichsel istid                      | Mellersta Weichsel MIS 4–3            | 70–24                               |
| Weichsel istid                      | Odderade - MIS 5a                     | 80–70                               |
| Weichsel istid                      | Rederstall - MIS 5b                   | 90–80                               |
| Weichsel istid                      | Brörup - MIS 5c                       | 100–90                              |
| Weichsel istid                      | Herning - MIS 5d                      | 115–100                             |
| Eem                                 | Eem - MIS 5e                          | 126–115                             |
| Saale istid                         | Warthe - MIS 6 Drenthe - MIS 6        | 200–126                             |
| Saale istid                         | Dömnitz - MIS 7                       | 240–200                             |
| Saale istid                         | Fuhne - MIS 8                         | 300–240                             |
| Holstein                            | MIS 9                                 | 320–300                             |
| Elster                              | MIS 10                                | 380–320                             |
| Cromer                              | MIS 21–11                             | 860–380                             |
| Bavel                               | MIS 63–22                             | 1800–860                            |
| Menap                               | MIS 63–22                             | 1800–860                            |
| Waal                                | MIS 63–22                             | 1800–860                            |
| Eburon                              | MIS 63–22                             | 1800–860                            |
| Tegelen                             | MIS 103–64                            | 2600–1800                           |
| Pretegelen                          | MIS 103–64                            | 2600–1800                           |